# Лопухина, Мария Александровна
Мари́я Алекса́ндровна Лопухина́ (1802 — 9 ноября 1877) — конфидентка поэта М. Ю. Лермонтова, адресат наибольшего числа его писем. Сестра Варвары Бахметевой и Алексея Лопухина. Её обширная переписка с двоюродной сестрой Александрой Верещагиной значима как источник по истории светского общества 1830-х и 1840-х годов.

## Биография
Мария Лопухина происходила из старинного дворянского рода. Её родителями были вяземский уездный предводитель дворянства Александр Николаевич Лопухин (1779—1833) и Екатерина Петровна Верещагина. В семье родилось 8 детей, но из них четверо умерли в детстве.
Семейство проживало на Малой Молчановке, где по соседству в 1827 году поселилась Е. А. Арсеньева, отправившаяся в столицу, чтобы определить своего внука Михаила в учебное заведение и познакомить с многочисленной роднёй. Три дочери и сын Лопухиных стали друзьями поэта. Аким Павлович Шан-Гирей вспоминал: «Они были с нами как родные и очень дружны с Мишелем, который редкий день там не бывал.» С Алексеем он был особенно близок в годы совместной учёбы в Московском университете, когда они входили, по выражению С. А. Бахметевой, в «весёлую шайку» студентов (bande joyeuse). Сдружился и с Марией Александровной, хотя она и была на двенадцать лет старше Мишеля. «Умная и тактичная, полная душевной мягкости и доброты» Лопухина старалась опекать поэта в трудные моменты его жизни. Не прервал эти отношения и отъезд поэта. Долгие годы Лермонтов находился в переписке с M-lle Marie, отправляя ей письма отовсюду, куда забрасывала его судьба, просил совета, прислушивался к ней.
Узнав, что Лермонтов поступает в Школу гвардейских подпрапорщиков, Мария огорчена «дурной новостью», но старается предостеречь Мишеля от излишней доверчивости: «Остерегайтесь слишком быстрого сближения с вашими товарищами, сначала узнайте их хорошо.» Лопухина призывает поэта продолжать писа́ть, но «не делайте этого никогда в школе и не показывайте ничего вашим товарищам, потому что иногда самая невинная вещь доставляет нам гибель.» Она предлагает пересылать ей всё написанное в казарме и обещает «честно сохранить присланное». Выполняя пожелание, Лермонтов отправлял ей свои стихи: «Для чего я не родился», «Что толку жить!.. Без приключений», «Парус», «Он был рождён для счастья, для надежд», «Молитва» («Я, матерь божия, ныне с молитвою»).
Некоторая холодность в отношениях с поэтом наступила в 1831 году, когда Мишель увлёкся младшей сестрой Марии Александровны, Варварой (1815—1851); этим отношениям она явно не покровительствовала, хотя в одном из уцелевших поздних писем и отвечала на невысказанный вопрос Михаила Юрьевича, касающийся сестры, тогда как Лермонтов послал ей «и сестре вашей черкесские башмаки» из кавказской ссылки. По мнению П. А. Висковатого, «Верещагина и М. Лопухина, очевидно, имели большое влияние на нравственное развитие характера Лермонтова, о чём свидетельствуют и письма поэта к ним…».

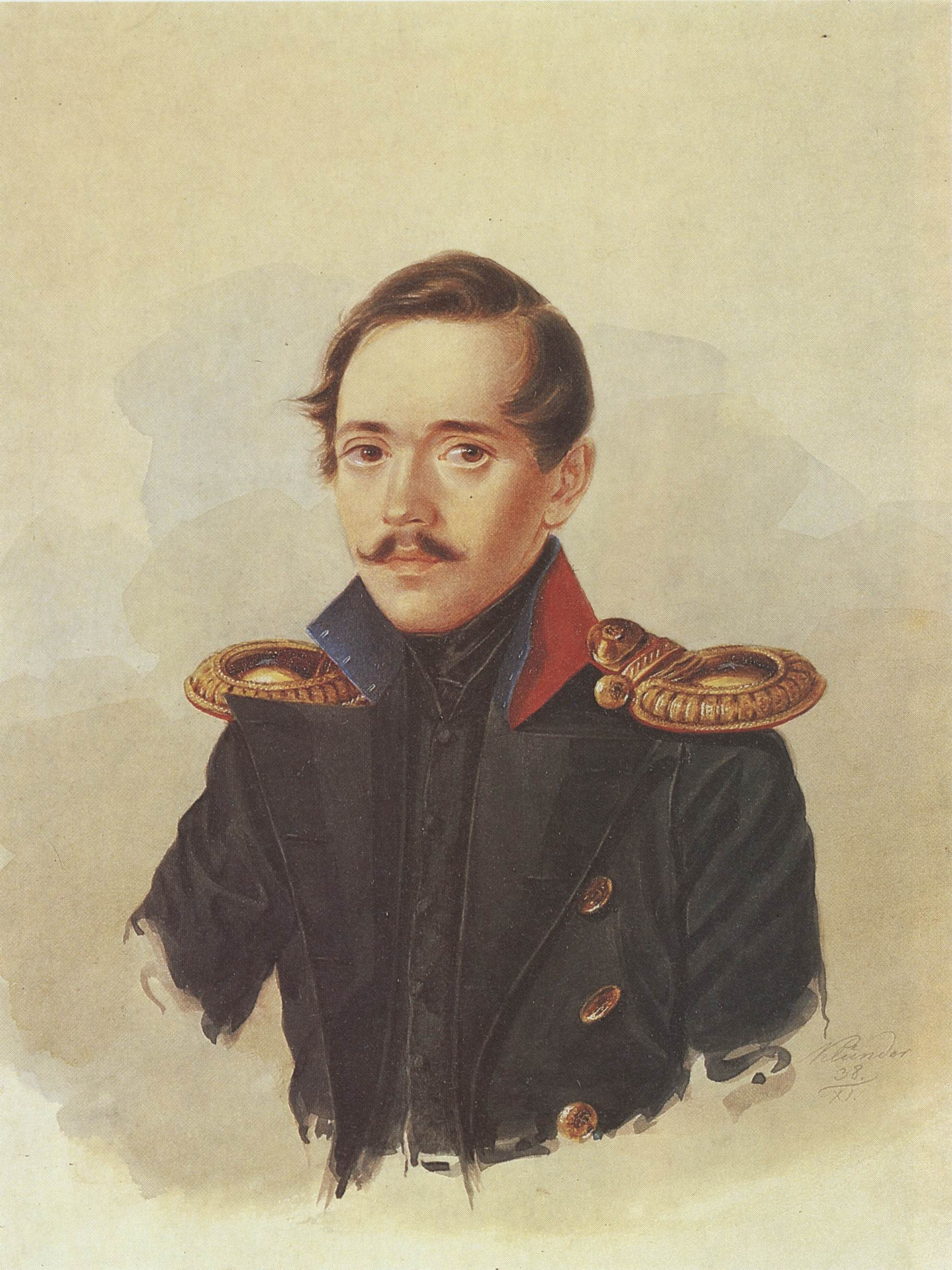
Лермонтов в 1838 году

Посвящая много времени «разгулам, кутежам, бумбашерствам», Лермонтов вёл образ жизни, принятый в среде молодых аристократов. За разные шалости он неоднократно «сиживал на гауптвахте» в Царском Селе. В письмах же, часто похожих на исповеди, поэт делится неудовлетворённостью «будущностью, блистательной на вид», но «пошлой и пустой». 19 июня 1833 года Лермонтов пишет Марье Александровне:
…С тех пор, как и не писал вам, со мной случилось так много странных обстоятельств, что и, право, не знаю, каким путём идти мне - путём ли порока или пошлости. Правда, оба пути ведут часто к той же цели. Знаю, что вы станете увещевать, постараетесь утешать меня - это было бы лишнее.
Чувствуя себя одиноким в светских гостиных, он надеется на встречу с «милым другом» и с тревогой спрашивает: «Через год, может быть, и навещу вас, и что найду я? Узнаете ли вы меня, захотите ли узнать? … Ибо я вас предупреждаю, что я не тот, каким был прежде: и чувствую, и говорю иначе, и, бог знает, чем ещё стану в течение года!». После выхода в офицеры и «утопая в вихре рассеянной жизни», Лермонтов всё реже находил время писать подругам своих юношеских времён. Весной 1835 года письме к А. М. Верещагиной он сообщал:
О, милая кузина, надо признаться вам, почему я не писал более ни вам, ни M-lle Marie. To был страх, чтобы из писем моих вы не заключили, что я почти недостоин более дружбы вашей… Перед обеими вами я не могу скрывать истины, перед вами, которые были наперсницами юношеских моих мечтаний, столь прелестных, особенно в воспоминании.
Узнав о гибели Лермонтова, Мария Александровна писала: «Какое несчастье эта смерть. <…> я не могу освободиться от мысли об этой смерти и искренно её оплакиваю. Я его действительно очень, очень любила.»
Переписка Лопухиной с поэтом, которая велась на французском языке, к сожалению, сохранилась не полностью, но содержит в себе ценные сведения для биографии поэта. Б. Эйхенбаум считал, что «на эти письма надо смотреть как на заготовки к будущим вещам или как на отзвуки прежних.» Часть писем, по мнению П. А. Висковатого, была уничтожена самой Лопухиной: «Нет сомнения, что целый ряд этих любопытных писем утрачен. Все наши поиски остались безуспешными, и нам пришлось убедиться, что Марья Александровна действительно сожгла их, — слух, которому сначала мы отказывались верить. Причиной сожжения были некоторые семейные тайны, а, может быть, и просто вспышка неудовольствия на то, что часть писем, ныне находящихся в издании сочинений Лермонтова, попала в печать против воли Марьи Александровны.» Лопухина уничтожила письма, в которых Лермонтов упоминает о её сестре M-lle Barbe и своей любви к ней. Даже в уцелевших немногочисленных листах, касающихся Варвары Александровны или её мужа, богатого помещика Николая Фёдоровича Бахметева, строки вырваны.

## Личная жизнь
Частная жизнь Марии Александровны была довольно однообразна. Всё своё время Лопухина посвящала заботам о разрастающихся семействах брата и сестёр. Свою семью создать ей не удалось. В августе 1832 года Лермонтов иронично отзывался о её несостоявшемся союзе: «Кстати о вашем браке: дорогой друг, вы догадываетесь, как я рад, узнав, что он расстроился (не французский оборот); я уже писал моей кузине, что этот вздёрнутый нос годится разве что для того, чтобы вынюхивать жаворонков; — это выражение мне самому очень понравилось. Слава богу, что дело кончилось именно так, а не иначе.»
Однако отношения с братом Алексеем стали натянутыми после его женитьбы в 1838 году на дочери сенатора Александра Петровича Оболенского, княжне Варваре Александровне (1819—1873), о которой М. Лопухина отзывалась, как о «дурно воспитанной женщине», у которой «нет ни природного ума, ни воспитания, ни умения держать себя.» В ноябре 1838 года Елизавета Аркадьевна Верещагина писала о племяннице: «Её положение ужасно. Всех старей и должна покорятся глупой молодой бабёнке, и что она ей говорит — этого описать невозможно, и в последнем письме ко мне пишет, что Алёша почитает себя совершенно счастливым и проч. и так, кажется, что ему ни до кого дела нет.»
В письмах к кузине Miss Alexandrine (Александре Михайловне Верещагиной-Хюгель ) в первые годы, после отъезда последней в Европу, Мария Александровна жалуется на нехватку средств, на невозможность поездки за границу. В материальном плане Лопухина зависит от денег, которые ей выделяет брат Алексей: «Но ежели б я имела сумму по крайней мере достаточную, чтоб предпринять путешествие, я не остановилась бы ни перед каким соображением, ведь надо же мне хоть раз в жизни иметь немножко удовольствий. Следует признать, что до сих пор я ничем не наслаждалась и никогда не имела собственной воли». Лишь в 1839—1840 годах Лопухина смогла побывать за границей с сестрой Варварой и её мужем Н. Ф. Бахметевым. Более поздние письма наполнены светскими сплетнями о грядущих свадьбах, родах, болезнях и отношениях знакомых и родственников Лопухиной.
Несмотря на то, что уже в тридцать лет Лопухина надела на себя чепец и решила замуж не выходить, в пятьдесят лет она влюбилась. Её избранником стал И. Н. Новиков, брат директора земской московской учительской школы. При появлении Новикова в обществе она  всегда хотела заполучить его для интересного разговора, но он от неё увиливал. Вспышка позднего чувства Марии Александровны была настолько яркой и для всех очевидной, что одна из её племянниц, глядя на неё, себе сказала, что ни за что не останется старой девой. 
Последние годы жила с племянниками в Москве во флигеле Молчановского дома (в описании изображённых на прилагаемой семейной фотографии лиц пожилая дама в белом чепце Мария Александровна ошибочно названа Марией Алексеевной). 
Мария Александровна Лопухина скончалась неожиданно 9 ноября 1877 года после кратковременной болезни. 
Похоронена вместе с братом Алексеем Александровичем на кладбище Донского монастыря (по неподтверждённым данным "Московского некрополя").
Информация к обсуждению:
В числе Лопухиных, перечисленных в их поколенной росписи, размещенной в книге Б.П.Краевского "Лопухины в истории отечества", М., 2001, безосновательно указана в качестве старшей приятельницы М.Ю.Лермонтова некая "Мария Александровна Грегоржевская, урождённая Лопухина, генерал-майорша (1 января 1809 - 17 марта 1864)", похороненная в Алексеевском женском монастыре.